# Radim Nyč
Radim Nyč, född den 11 april 1966, är en tjeckisk före detta längdåkare som var aktiv mellan 1988 och 1994, vilket innebar att han representerade såväl Tjeckoslovakien som Tjeckien. Vid OS i Calgary 1988 var han med i det tjeckiska stafettlag som kom trea. Han har även ett brons från VM 1989 i Lahtis, även det i stafett.